# Biografielijst Ws

## Wst
- Hugo Wstinc (+1349), Nederlands rechtsgeleerde

## Wsz
- Jacek Wszoła (1956), Pools hoogspringer